# Milton Brandão
Milton Brandão est une municipalité brésilienne située dans l'État du Piauí.